# Carlos Mendes (zanger)
Carlos Eduardo Teixeira Mendes, doorgaans Carlos Mendes genoemd (Lissabon, 23 mei 1947), is een Portugese zanger, gitarist, componist en acteur.

## Carrière
In 1963 was Mendes een van de oprichters van de viermansformatie Sheiks, die in 1967 uit elkaar viel. De andere leden waren Paulo de Carvalho, Fernando Chaby en Jorge Barreto. Carlos Mendes ging in 1967 verder als solozanger.
In 1968 won hij het Festival da Canção, de Portugese voorronde van het Eurovisiesongfestival. Zijn liedje Verão (‘Zomer’) eindigde daar met 5 punten op een elfde plaats.
In 1972 deed hij opnieuw aan het Eurovisiesongfestival mee, ditmaal met het liedje Festa da vida (‘Feest van het leven’). Ditmaal eindigde hij met 90 punten op de zevende plaats.
Tussenin, in 1969, nam hij een Engelstalig liedje op, Penina, dat was geschreven door Paul McCartney.
Tussen 1969 en 1973 volgde hij een architectuurstudie, maar na zijn afstuderen besloot hij toch verder te gaan in de muziek.
In 1976 stichtte hij samen met onder anderen Paulo de Carvalho het onafhankelijke platenlabel Toma Lá Disco, dat ook platen van hemzelf uitbracht. In de volgende jaren presenteerde hij naast zijn activiteiten als zanger een televisieserie voor kinderen, Jardim Jaleco. In de jaren 1979-1980 kwamen de Sheiks weer bij elkaar. Ze traden diverse malen op de televisie op en brachten twee albums uit.
De volgende jaren toerde hij intensief, door onder andere Brazilië, Zwitserland, België, Nederland en de Sovjet-Unie.
In 1986 begon hij film- en toneelmuziek te schrijven. In dat jaar kende de Associação de Críticos hem een prijs toe voor de beste toneelmuziek van 1986. De volgende jaren lag het accent vooral op componeerwerk. In 1991 schreef hij ook een operette, O Natal do Pai Natal (‘De Kerstmis van de Kerstman’).
Hij treedt ook regelmatig op als acteur, zowel op het toneel als in televisiedrama; zo speelde hij bijvoorbeeld in Mourning Becomes Electra van Eugene O'Neill. Daarnaast blijft hij echter ook platen maken. Een bijzonder project was de cd Não Me Peças Mais Canções (‘Vraag me niet om meer liederen’) van 1994, waarop hij gedichten van grote Portugese dichters als Miguel Torga, Fernando Pessoa en Luís de Camões zong, die hij zelf op muziek had gezet.
Hij is ook regelmatig te zien als tv-presentator.

## Solo-albums
- Amor Combate (1976)
- Canções de Ex-Cravo e Malviver (1977)
- Jardim Jaleco (1978)
- Antologia (1979)
- Antologia II (1979)
- Triângulo do Mar (1980)
- Chão do Vento (1984)
- O Natal do Pai Natal (1991)
- Boa Nova (1992)
- Não Me Peças Mais Canções (1994)
- Vagabundo do Mar (1997)
- Coração de Cantor (1999)